# Мревлишвили, Александр Романович
Алекса́ндр Рома́нович Мревлишви́ли (ალექსანდრე რომანის ძე მრევლიშვილი; 1866—1933) — грузинский живописец, представитель реалистического направления в грузинском искусстве.

## Биография
Родился 3 (15) августа 1866 года в Мцхете.
В 1884—1890 годах учился в Московском училище живописи, ваяния и зодчества, а в 1898—1901 гг в Париже, в Академии Жюлиана.
Известен картинами «У сельской канцелярии» (1899), «Низкий забор» (1901), «Сбор подати» (1900-е годы).
Умер 25 декабря 1933 года в Тифлисе.
Дочь Маквала Александровна Мревлишвили (1909—1992) — детский советский поэт.